# Стэмфорд-роуд
Стэмфорд-роуд (малайск. Jalan Stamford, кит. 史丹福路, англ. Stamford Road) — односторонняя дорога в Сингапуре, проходящая через районы Делового центра и Музей. Дорога начинается от пересечения Николл-хайвэй, Эспланейд-драйв и Раффлз-авеню и заканчивается на пересечении Форт-Каннинг-роуд и Бенкулен-стрит, где переходит в Орчард-роуд. На Стэмфорд-роуд расположено несколько достопримечательностей, включая Swissôtel The Stamford и Национальный музей Сингапура.

## Название
Стэмфорд-роуд получила имя в честь основателя современного Сингапура, Томаса Стэмфорда Раффлза. Ранее улица носила название Хоспитал-стрит. На южноминьском её название звучало как lau chui khe — «дорога текущей воды», что связано с высокими приливами в канале Стэмфорд, приводившими к его переполнению.

## История
На улице с конца XIX века по 1941 года находилась Школа святого Андрея, затем она переехала на Вудсвилл-хилл, а её место в 1960 году было отдано Национальной библиотеке. В 2005 году здание библиотеки было снесено при строительстве тоннеля Форт-Каннинг.

## Достопримечательности
- Мемориал гражданской войны
- Собор святого Андрея
- Раффлз-Сити и Swissôtel The Stamford
- Капитолий
- CHIJMES
- Дом Стэмфорда
- Сингапурский университет менеджмента
- Национальный музей Сингапура